# カールトン・ハウス

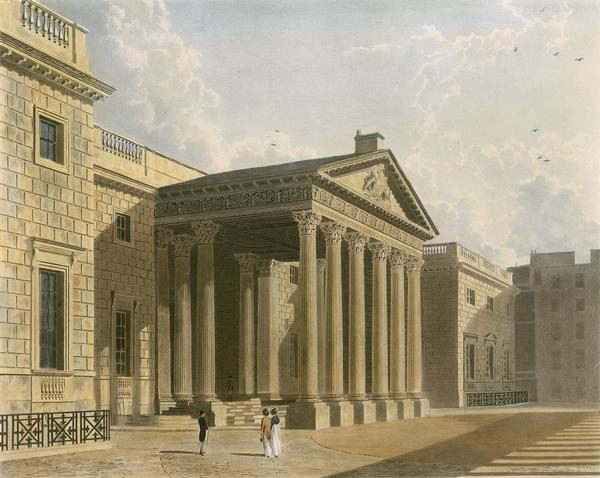
カールトン・ハウス
正面玄関ポルティコ
19世紀初頭

カールトン・ハウス (英: Carlton House) は、1783年から数十年間にわたり摂政王太子ジョージの邸宅としてよく知られていた、ロンドンにあった建物である。ペル・メル通りの南側に面し、その庭園はセント・ジェームズ・パークに隣接していた。

## 概要
現在カールトン・ハウス・テラスとなっているこの場所に邸宅があったことは、セント・ジェームズからリージェント・ストリートやポートランド・プレイス、パーク・スクウェア
経由でリージェンツ・パークに至る記念的なルートをジョン・ナッシュが作った主な理由であった。リージェント・ストリートとウォータールー・プレイス は、もともとはカールトン・ハウス正面入り口へのアプローチを形作るために配置されていた。
この邸宅はもともと、1714年にカールトン男爵位を創設したヘンリー・ボイルのために18世紀初頭に再建されたもので、ヘンリーの死後甥の建築家、バーリントン伯爵により継承された。バーリントンはヘンリ・フリッツクロフトを雇い、庭園の前部を石造りに改造した。バーリントンの母は1732年に邸宅をプリンス・オブ・ウェールズのフレデリック・ルイスに売却した。その後ウィリアム・ケントが庭園を改修し、さらにフレデリックの未亡人、プリンセス・オブ・ウェールズ、オーガスタが邸宅を拡張した。1783年、フレデリックの孫でプリンス・オブ・ウェールズとなったジョージがカールトン・ハウスを継承し、改修費用として6万ポンドを与えられた。その当時邸宅は建築的な統合性のない、漫然とした構造だった。

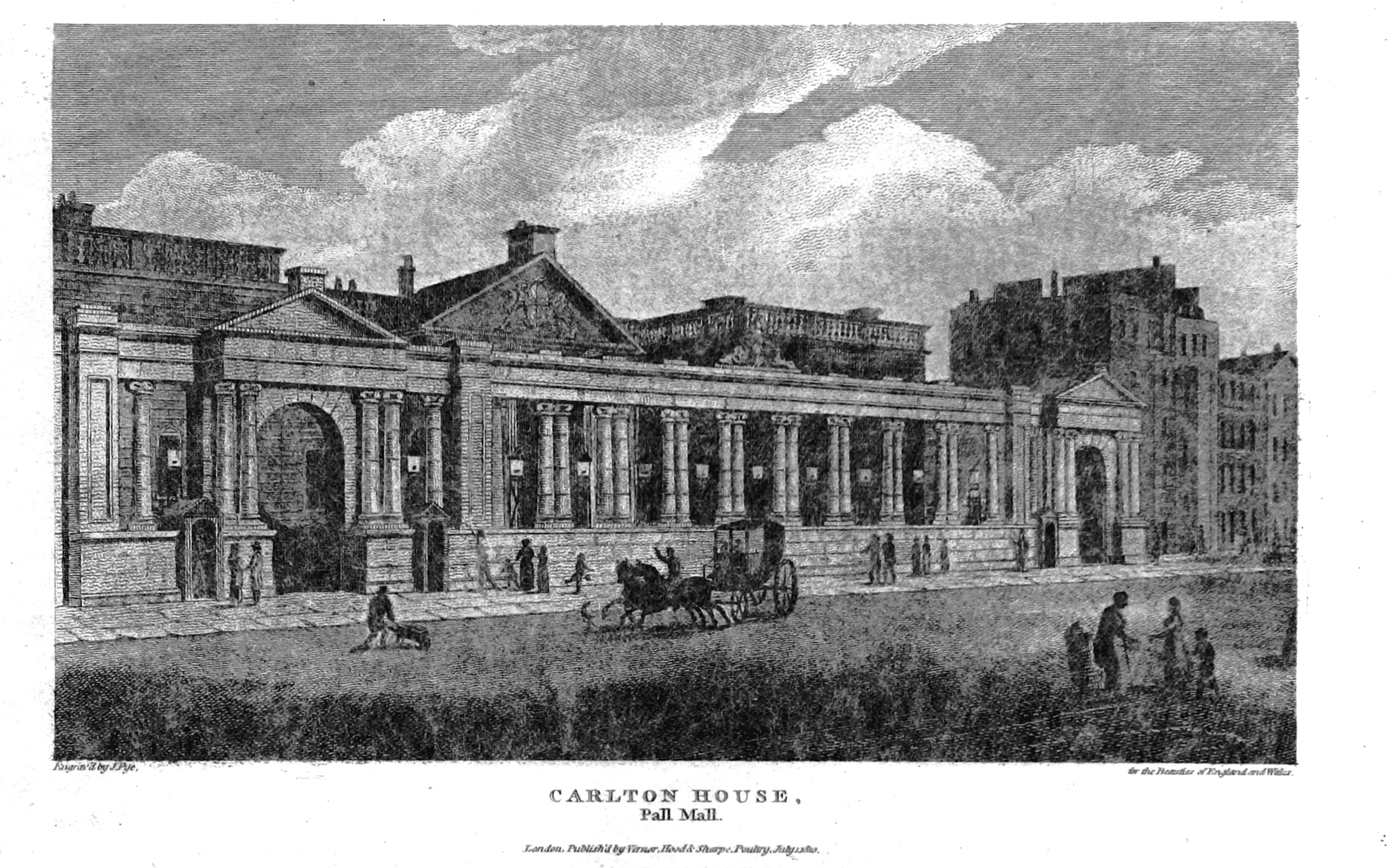
カールトン・ハウス　正面玄関 1820年

邸宅は1783年から96年にかけて、ヘンリー・ホランドにより実質的に再建された。1802年の時点で、カールトン・ハウスは広大で贅沢な邸宅であり、多くの国々で宮殿と呼ばれるにふさわしいものだった。1780年代からジョージの両親のセント・ジェームズ宮殿とバッキンガム・ハウス (後のバッキンガム宮殿) に代わって王室の中心となった。摂政王太子となった1811年以降、邸宅は実質的に「宮殿」となった使用頻度に合わせ改装された。
1820年、父ジョージ3世の死去に伴い、王太子は即位しジョージ4世となった。彼はカールトン・ハウスや公式の宮殿であるセント・ジェームズ宮殿、さらには両親のバッキンガム・ハウスは、何れも彼の要望には不十分であると判断した。カールトン・ハウスを大規模に改装することも検討されたが、最終的にバッキンガム・ハウスがバッキンガム宮殿として再建された。カールトン・ハウスは1826年に解体され、代わりにカールトン・ハウス・テラスとして知られる2棟の白い化粧しっくいが施された瀟洒な建物が建てられた。その建物のリースによる収益金はバッキンガム宮殿の建設費用に充てられた。

## 建築の歴史

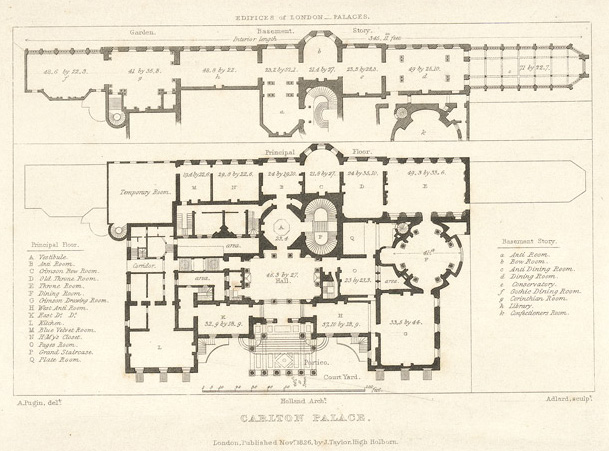
メインフロア（下）とレセプション・ルーム（上）の平面図。傾斜地に立つため、メインフロアに立つとレセプション・ルームは地下に当たる。

カールトン・ハウスが建設された土地は、かつては「王立公園」(Royal Garden) 、あるいは「原野」(Wilderness) として知られていたセント・ジェームズ宮殿の敷地の一部だった。後者はチャールズ2世のいとこのカンバーランド公ルパートが所有していた時代の呼称で、後に「アッパー・スプリング・ガーデン」(Upper Spring Garden) と呼ばれた。
1700年からその土地はヘンリー・ボイルの所有となり、彼はその土地に建っていた邸宅の改修に2,835ポンドを費やした。アン女王はボイルに対して、1709年11月2日から年 35 ポンドで 31 年間の賃借権を下賜する旨の特許状を発行した。ボイルは1714年にカールトン男爵 (Baron Carleton) に叙爵され、それ以降邸宅は「カールトン・ハウス」(Carleton house) と呼ばれるようになったが、いつの時点からか「e」の文字が欠落した。1725年、カールトンの死に伴い、土地の賃借権は甥のバーリントン伯爵に承継され、ジョージ2世は1731年1月にバーリントンに対し、年35ポンドでさらに40年間の賃借権を下賜する特許状を発行した。1732年2月23日付の契約により、賃借権はジョージ2世の長男でプリンス・オブ・ウェールズのフレデリック・ルイスに承継されたが、彼は1751年に父に先立ち逝去した。彼の未亡人となったオーガスタはそのまま邸宅に住み続け、改築を行い敷地を拡大するために隣接する不動産を購入し続けた。オーガスタは1772年に亡くなり、邸宅は彼女の息子ジョージ3世により承継された。
その後邸宅はジョージ3世から、その長男でプリンス・オブ・ウェールズ (後の摂政王太子) のジョージに彼が成人した1783年に下賜された。王太子はウィリアム・チェンバーズを建築家として任命したが、最初の調査の後すぐにヘンリー・ホランドと交代させた。チャンバーズ及びホランドはフランス新古典主義様式の建築家であり、カールトン・ハウスはルイ16世様式様式のイングランドへの導入に強い影響を及ぼした。
ホランドは、庭園の前面に沿った邸宅の主要なレセプション・ルーム (応接間) である大広間 (State Apartments) から仕事に着手した。建設は1784年に始まった。1785年9月にいつもは辛口のホレス・ウォルポールがこの部屋を訪れたとき、彼は感銘を受け、「カールトン・ハウスは完成したとき、『ヨーロッパで最も完璧なもの』になるであろう」との言葉を残した。

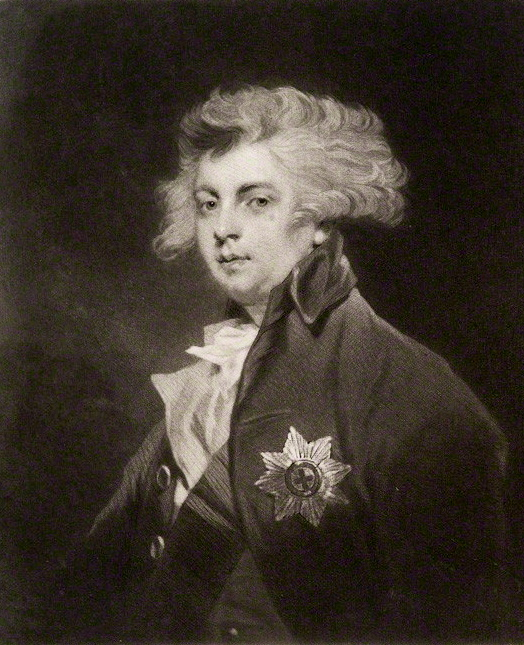
摂政王太子ジョージ
ジョシュア・レノルズによる肖像画 1785年

しかしながらカールトン・ハウスの建設は、王太子の債務のため1785年の終わりまでに中止された。マリア・フィッツハーバート  (英語版) との結婚後、彼の未払債務は25万ポンドに達した。議会はカールトン・ハウスに係る莫大な費用を調査し、完成するためにどれくらいの費用が必要なのか見積もりをするための委員会を設置した。1787年5月、王太子は悲しそうな面持ちで父親ジョージ3世と面談し、邸宅を完成させるために資金を拠出することを懇願した。1787年夏に建設は再開され、完成まで6万ポンドの予算で、フランスの著名な家具メーカーや職人達の支援を受けて行われた。この時期カールトン・ハウス建設に貢献したフランス人職人達は、パリのマルシャン・メルシエであった
ドミニク・ダゲール (英語版) の監督下にあった。ダゲールはマリー・アントワネットの室内装飾家 (interior decorator) で、アダム・ワイスワイラーの家具を輸入する代理店だった。

### 完成
完成したときカールトン・ハウスは、幅 62 メートル (202 フィート) 、奥行き 40 メートル (130 フィート) だった。来訪者は両脇に待合室のある玄関につながった、コリント式の柱を持つ6柱式のポルティコを通って邸宅に入る。カールトン・ハウスは、来訪者がメインフロアから邸宅に入るという点で特異である。ほとんどのロンドンの大邸宅や当時の宮殿は、上部に主要なフロアを持ち低層階は簡素というパッラーディオ建築様式のコンセプトに従っていた。
来訪者は玄関から、黄色い人造大理石のイオニア式柱で飾られた、天井に照明のある2階建てのエントランス・ホールに入る。ホールの向こう側にもまた天井から照らされた八角形の部屋がある。その部屋は右側に中央大階段 (grand staircase) があり、左側には中庭があって、正面にはメインの待合室があった。待合室に入り左に曲がると王太子の居住スペースがあり、右に曲がると公式のレセプション・ルームである謁見室 (Throne Room) 、ドローウィング・ルーム、ミュージック・ルーム、ダイニング・ルームがあった。

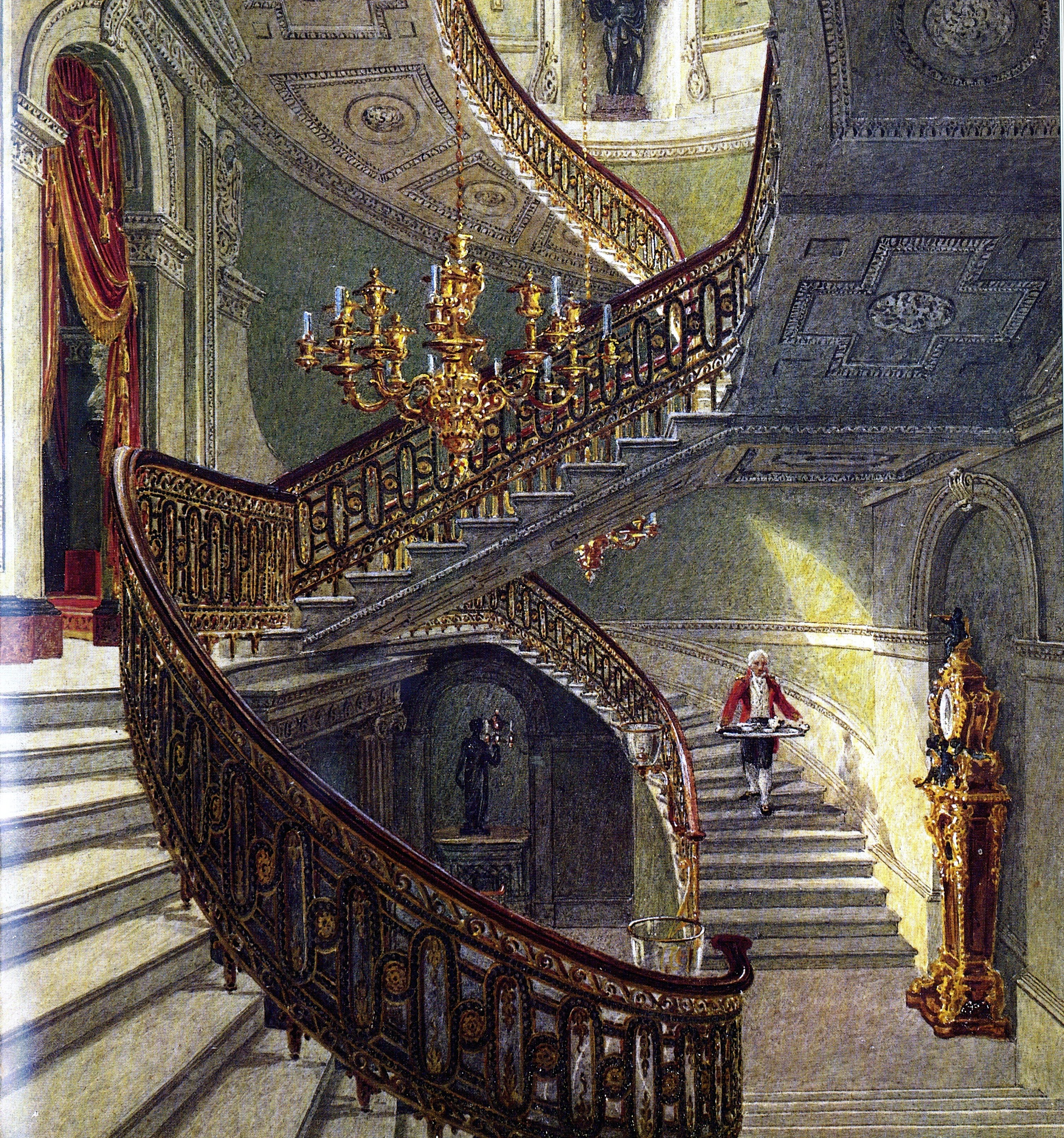
中央大階段
Pyne's Royal Residences (1819)
William Henry Pyne (英語版)作

地下にはゴシック建築によるダイニング・ルームや王太子の図書館、中国式のダイニング・ルーム、鋳鉄とステンドグラスで作られた素晴らしいゴシック建築様式のコンサバトリーなどを含む天井の低い続き部屋があった。この続き部屋には、ドアを開いたときに印象的な縦列になる折り畳み式のドアが備えられていた。建物の全長を使って、1つの巨大な宴会用テーブルが置かれたこともあった。1階にある部屋は、マルに面した庭園に直接つながっていた。マルは、王太子の祖母オーガスタのためにウィリアム・ケントが設計したデザインを、流行の造園家ハンフリー・レプトンが改修した風景式庭園の手法を取っていた。
カールトン・ハウスにはフランスの華麗な装飾品や家具の他に、優れた芸術作品も飾られていた。今日のロイヤル・コレクションの中で最も素晴らしい絵画の多くは、カールトン・ハウスのために王太子ジョージが収集したものである。プリンス・オブ・ウェールズ時代のジョージは、ジョシュア・レノルズ、トマス・ゲインズバラ、ジョージ・スタッブスなどその時代の芸術家を支援した。また、第3代ハートフォード侯爵フランシス・シーモア＝コンウェイ (英語版) と初代ファンバラ男爵チャールズ・ロング (英語版) を芸術顧問として、レンブラントやルーベンス、ヴァン・ダイクやカイプ、ヤン・ステーンなどの「オールド・マスター」を購入した。1816年のカールトン・ハウスの所蔵目録には絵画が、大広間 (State Room) に136枚、王太子の居住空間に67枚以上、それ以外の場所に250枚あると記載されている。

### 解体
1820年の父の死に伴いジョージ4世として王位に即位した彼の関心は、カールトン・ハウスから、ロンドンでの主要な居宅としてのバッキンガム・ハウスの改装と大々的な拡張に移った。さらに、マルとつなぐために、あろうことかカールトン・ハウスの解体をもたらすリージェント・ストリートの計画変更も重なった。
1826年カールトン・ハウスは解体された。ほとんどの家具やカーペット、芸術作品はバッキンガム宮殿や他の王室の邸宅に移された。また多くの建築資材が、当時建てられたり改築されたりしていたいくつかの王室の邸宅で再利用された。これらにはバッキンガム宮殿やウィンザー城があるが、ロイヤル・ロッジ (英語版) や、もしかしたらロイヤル・パビリオンでも使われたかもしれない。バッキンガム宮殿に設置されたマントルピースは、ウィンザー城の多くのドアと同様、確かにカールトン・ハウスから来ていることが判別できる。ポルティコの柱はトラファルガー広場の新しいナショナル・ギャラリーで再利用され、屋内にあったイオニア式の柱はバッキンガム宮殿のコンサバトリーに移された。ステンドグラスの紋章は、ウィンザー城の窓に組み込まれた。
現在カールトン・ハウスの跡地には、ヨーク公記念碑 (英語版) と2棟のカールトン・ハウス・テラスが建っている。

## 文学への影響
19世紀末のイギリスの作家オスカー・ワイルドは、1890年に出版された彼の唯一の長編小説「ドリアン・グレイの肖像」にカールトン・ハウスを登場させており、11章で主人公が祖先達の肖像画を見ている場面で、こう語らせている。
「王太子の自由奔放な日々の仲間で、フィッツハーバート夫人 (英語版) との秘密の結婚の立会人の一人である第2代ベックナム卿。カールした栗色の髪と横柄なポーズをとる彼は、なんと傲慢でそしてハンサムだったのだろう。彼が残した情熱とは何か? 世間は彼を悪名高いものと見ていた。彼はカールトン・ハウスで酒池肉林の騒ぎを催していた。ガーター勲章が彼の胸で輝いていた。」